# Skil-Shimano/2009
Deze pagina geeft een overzicht van de wielerploeg Skil-Shimano in 2009.

## Algemeen
Sponsors: Skil, Shimano
Algemeen manager: Iwan Spekenbrink
Ploegleiders: Piet Hoekstra, Hisafumi Imanishi, Rudie Kemna, Merijn Zeeman
Fietsmerk: Koga Miyata

## Renners
| Naam             | Geboortedatum | Nationaliteit | Ploeg 2008      |
| ---------------- | ------------- | ------------- | --------------- |
| Fumiyuki Beppu   | 10-04-1983    | Japan         |                 |
| Ji Cheng         | 24-10-1987    | China         |                 |
| Roy Curvers      | 29-12-1979    | Nederland     |                 |
| Bert De Backer   | 02-04-1984    | België        | beloften        |
| David Deroo      | 11-03-1985    | Frankrijk     |                 |
| Mitchell Docker  | 02-10-1986    | Australië     | Drapac Porsche  |
| Yukihiro Doi     | 18-09-1983    | Japan         |                 |
| Theo Eltink      | 27-11-1981    | Nederland     | Rabobank        |
| Simon Geschke    | 13-03-1986    | Duitsland     | beloften        |
| Floris Goesinnen | 30-10-1983    | Nederland     |                 |
| Jonathan Hivert  | 23-03-1985    | Frankrijk     | Crédit Agricole |
| Steve Houanard   | 02-04-1986    | Frankrijk     | beloften        |
| Kenny van Hummel | 30-09-1982    | Nederland     |                 |
| Thierry Hupond   | 10-11-1984    | Frankrijk     |                 |
| Koen de Kort     | 08-09-1982    | Nederland     | Astana          |
| Cyril Lemoine    | 03-03-1983    | Frankrijk     | Crédit Agricole |
| Jin Long         | 24-10-1983    | China         |                 |
| Piet Rooijakkers | 16-08-1980    | Nederland     |                 |
| Albert Timmer    | 13-06-1985    | Nederland     |                 |
| Tom Veelers      | 14-09-1984    | Nederland     |                 |
| Robert Wagner    | 17-04-1983    | Duitsland     |                 |

## Deelnames
Skil-Shimano nam in 2009 o.a. deel aan de Ronde van Qatar, Parijs-Nice en de Ronde van Frankrijk.

## Belangrijke overwinningen
| Ronde van Overijssel Winnaar: Kenny van Hummel Vierdaagse van Duinkerken 1e etappe: Kenny van Hummel Batavus Prorace Winnaar: Kenny van Hummel Dutch Food Valley Classic Winnaar: Kenny van Hummel Tour de Rijke Winnaar: Kenny van Hummel Delta Tour Zeeland 2e etappe: Robert Wagner |

Mannen: 1999 · 2000 · 2001 · 2002 · 2003 · 2004 · 2005 · 2006 · 2007 · 2008 · 2009 · 2010 · 2011 · 2012 · 2013 · 2014 · 2015 · 2016 · 2017 · 2018 · 2019 · 2020 · 2021 · 2022 · 2023 · 2024 · 2025
Vrouwen: 2011 · 2012 · 2013 · 2014 · 2015 · 2016 · 2017 · 2018 · 2019 · 2020 · 2021 · 2022 · 2023 · 2024 · 2025